# Hitler (nome)
Hitler é um sobrenome alemão. É fortemente associado ao líder nazi Adolf Hitler. Após a Segunda Guerra Mundial, muitas pessoas nascidas com este sobrenome mudaram-no legalmente. A família de Adolf usou várias variações do sobrenome. A grafia 'Hitler' era relativamente nova.[carece de fontes?]
Em 2014, o Peru era, com cerca de 2349 pessoas, o país com mais cidadãos com Hitler como primeiro nome.

## Familiares de Adolf Hitler
- Eva Braun (1912–1945), ou Eva Hitler, esposa de Adolf Hitler (casamento em abril de 1945)
- Alois Hitler (1837–1903), pai
- Alois Hitler Jr. (1889–1945), meio-irmão
- Angela Hitler (1883–1949), meia-irmã
- Bridget Dowling ou Bridget Hitler (1891–1969), cunhada
- Klara Hitler (1860–1907), mãe
- Paula Hitler (1896–1960), irmã
- William Stuart-Houston, nascido William Patrick Hitler (1911–1987), sobrinho
- Heinz Hitler (1920–1942), sobrinho

## Outras pessoas
- Adolf Lu Hitler Marak, político indiano do Partido do Congresso Nacionalista
- Adolf Hitler Uunona, político namibiano e conselheiro da circunscrição de Ompundja
- Hitler Alba, político peruano e prefeito do distrito de Yungar[3]
- Hitler Nababan, político indonésio do Partido Democrático
- Hitler Saavedra [es], congressista peruano
- Hitler Tantawi, político egípcio e ex-secretário-geral do Ministério da Defesa[4]
- Chenjerai "Hitler" Hunzvi, líder nacionalista zimbabuano
- Bing Hitler, nome artístico inicial do comediante escocês Craig Ferguson
- E. Hitler, nome artístico inicial do artista sueco Eddie Meduza
- Elvis Hitler, nome artístico do músico Jim Leedy, vocalista da banda Elvis Hitler
- Heath Hitler, anteriormente Isidore Heath Campbell, supremacista branco conhecido por nomear seu filho Adolf Hitler Campbell
- Semyon Hitler [ru], soldado soviético do Exército Vermelho de ascendência judaica, participante da Segunda Guerra Mundial, condecorado com a Medalha "Pela Coragem"

## Personagens fictícios
- Gay Hitler, personagem de Saturday Night Live
- Edward Elizabeth Hitler, personagem da série de TV Bottom
- Vic Hitler, personagem da 3.ª temporada de Hill Street Blues
- Bradley Hitler-Smith, personagem secundário da série de TV BoJack Horseman
- Douglas Hitler, personagem menor da 1.ª temporada de Happy Endings
- Elle Hitler, personagem de Family Guy
- Peter Hitler, personagem de Family Guy